# Wolsingham
Wolsingham är en stad och civil parish i kommunen Durham i England. Orten har 2 720 invånare (2011).